# Portière

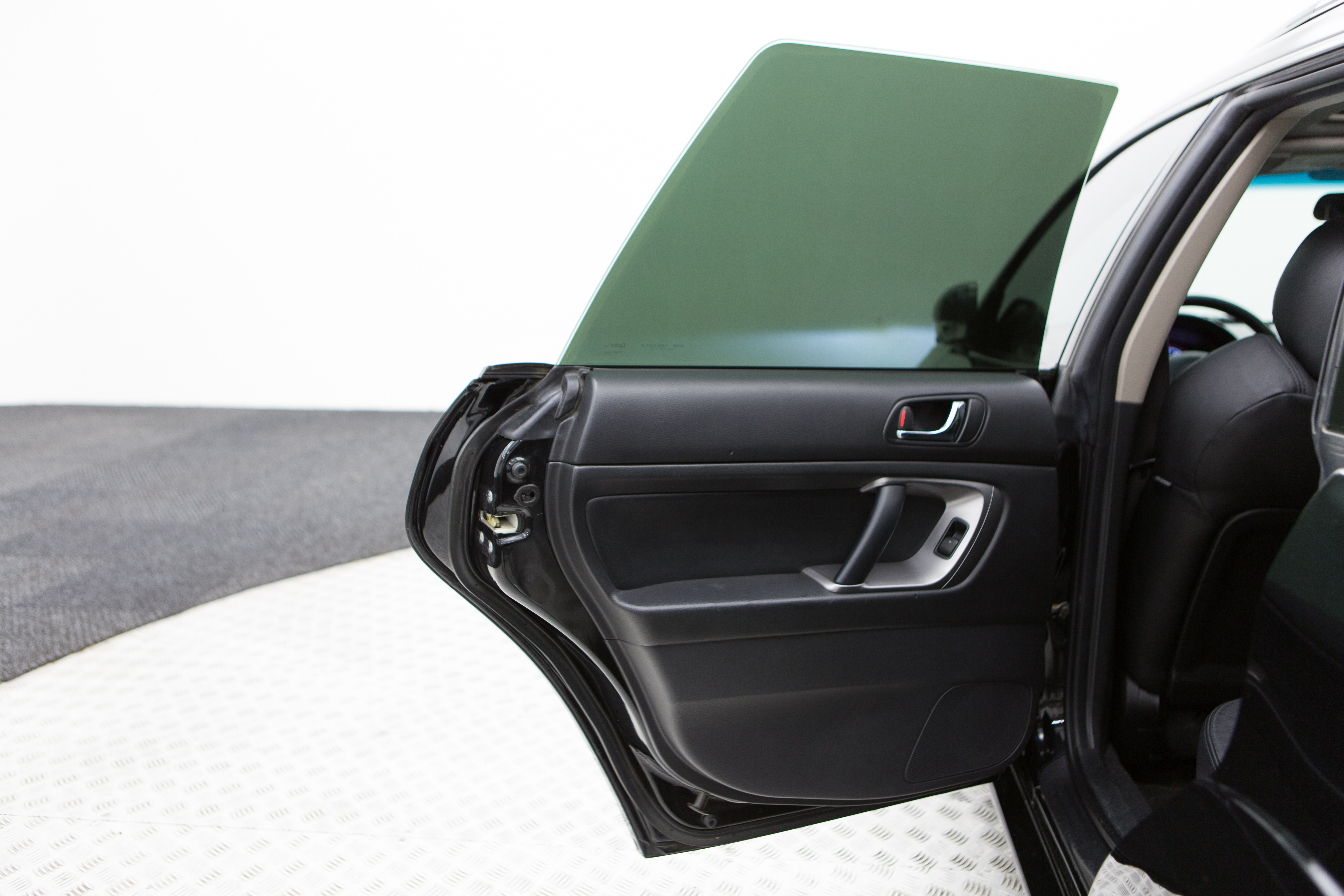
Une portière de voiture.

Une portière est un dispositif d'ouverture et de fermeture permettant la descente et la montée des passagers dans l'habitacle d'un véhicule. Elle s'ouvre comme une porte au moyen d'une poignée et une serrure permet d'en empêcher l'ouverture.

## Types
On les trouve sur toutes sortes d'engins, des automobiles aux camions, engins de chantier, machines agricoles, autobus et autocars, trains, en passant par les aéronefs comme les avions ou hélicoptères.
Une portière peut comporter une vitre, laquelle peut s'ouvrir sur les véhicules terrestres, habituellement en coulissant dans sa partie non vitrée. De manière très générale, les portières sont des éléments importants de la carrosserie et elles sont façonnées selon la conception d'ensemble du véhicule. Elles ont les mêmes matières, structures et apparences intérieure et extérieure que le reste et sont fabriquées dans les mêmes ateliers. Les portières avant des voitures sont souvent le support des rétroviseurs extérieurs latéraux.
Les portières sont habituellement disposées sur les côtés ; dans les autobus, pour des raisons de sécurité, elles existent uniquement sur le côté opposé à la circulation (côté trottoir).
Les portières suivent l'évolution de la technologie, des goûts et habitudes : verrouillage intérieur, vide-poches, cendriers, dispositif d'ouverture de la vitre (manivelle ou électrique) et autres raffinements y trouvent place selon les époques, selon les modèles et gammes. Le confort d'ouverture et de fermeture est l'objet d'une attention particulière, tout comme le bruit produit à la fermeture. Avec la généralisation de l'électronique, le conducteur peut verrouiller toutes les portes et celles qui sont incomplètement refermées lui sont signalées sur le tableau de bord.
Une différenciation entre les portières électriques qui peuvent s'ouvrir sous l'eau et celles qui ne le peuvent pas est introduite en 2023 par l'EuroNCAP.
Il existe plusieurs types de portières d'automobile. La plus commune est la portière standard qui s'articule sur une charnière située à l'avant de la porte, mais il existe également la portière coulissante, la portière « en ciseaux » (ou « en élytre »), les portières antagonistes aussi appelées portières « suicide » (la charnière est située à l'arrière de la porte), ou la portière papillon (la charnière est située sur le toit).

## Réglementation
Au Royaume-Uni, le Road Traffic Act 1988 qualifie d’offense punissable d'une amende de pouvant s'élever jusqu'à 1000 Livres le fait d'ouvrir une quelconque portière de véhicule sur une route conduisant à blesser ou mettre en danger une quelconque personne; cet acte arrive pourtant 600 fois chaque année au Royaume-Uni.
En France, il est interdit à tout occupant d'un véhicule à l'arrêt ou en stationnement d'ouvrir une portière lorsque cette manœuvre constitue un danger pour lui-même ou les autres usagers. Le fait de contrevenir aux dispositions du présent article est puni de l'amende prévue pour les contraventions de la première classe.

## Galerie

Différents types de portières automobiles
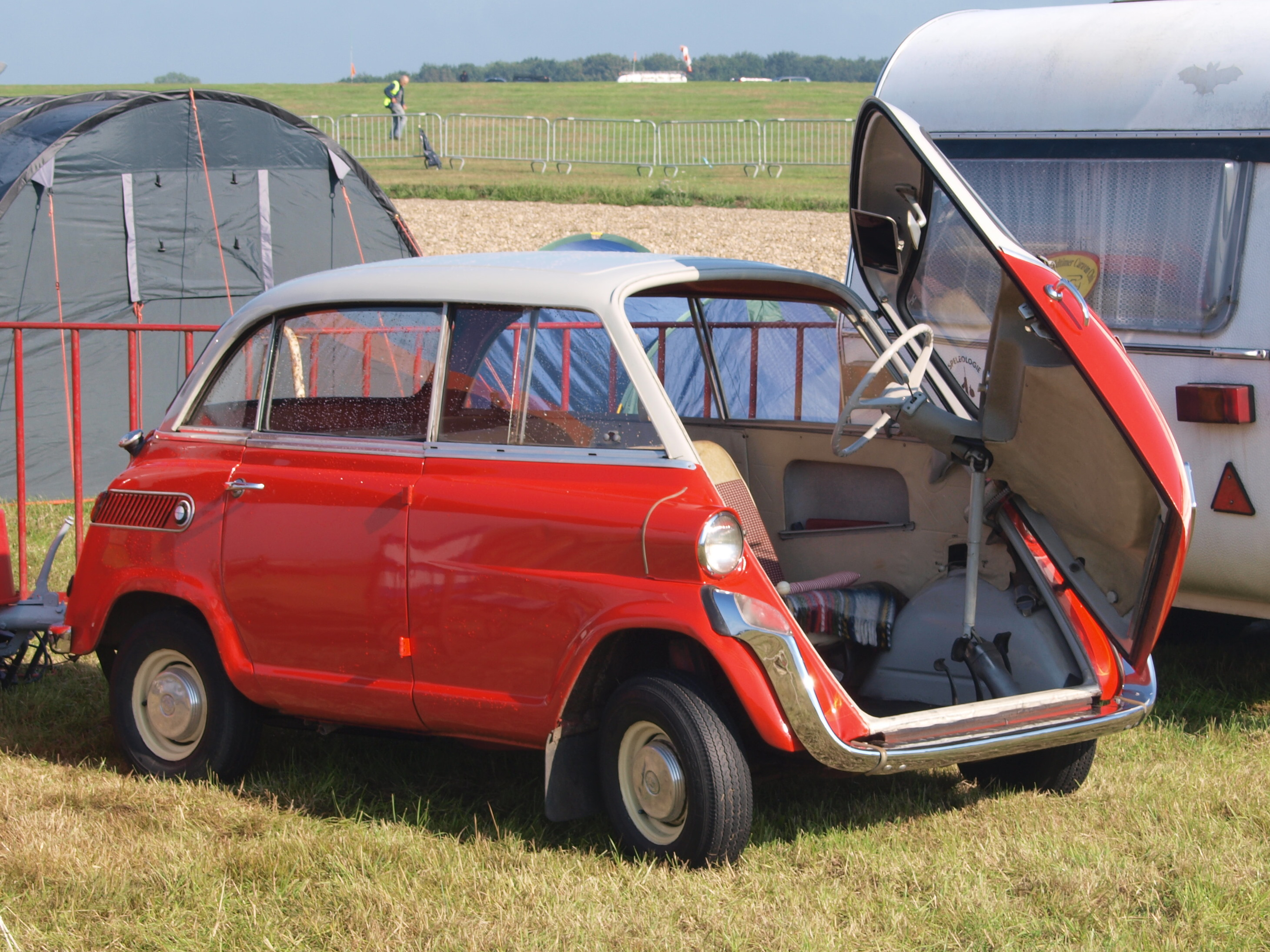
Une BMW 600 des années 1950 avec sa portière frontale.
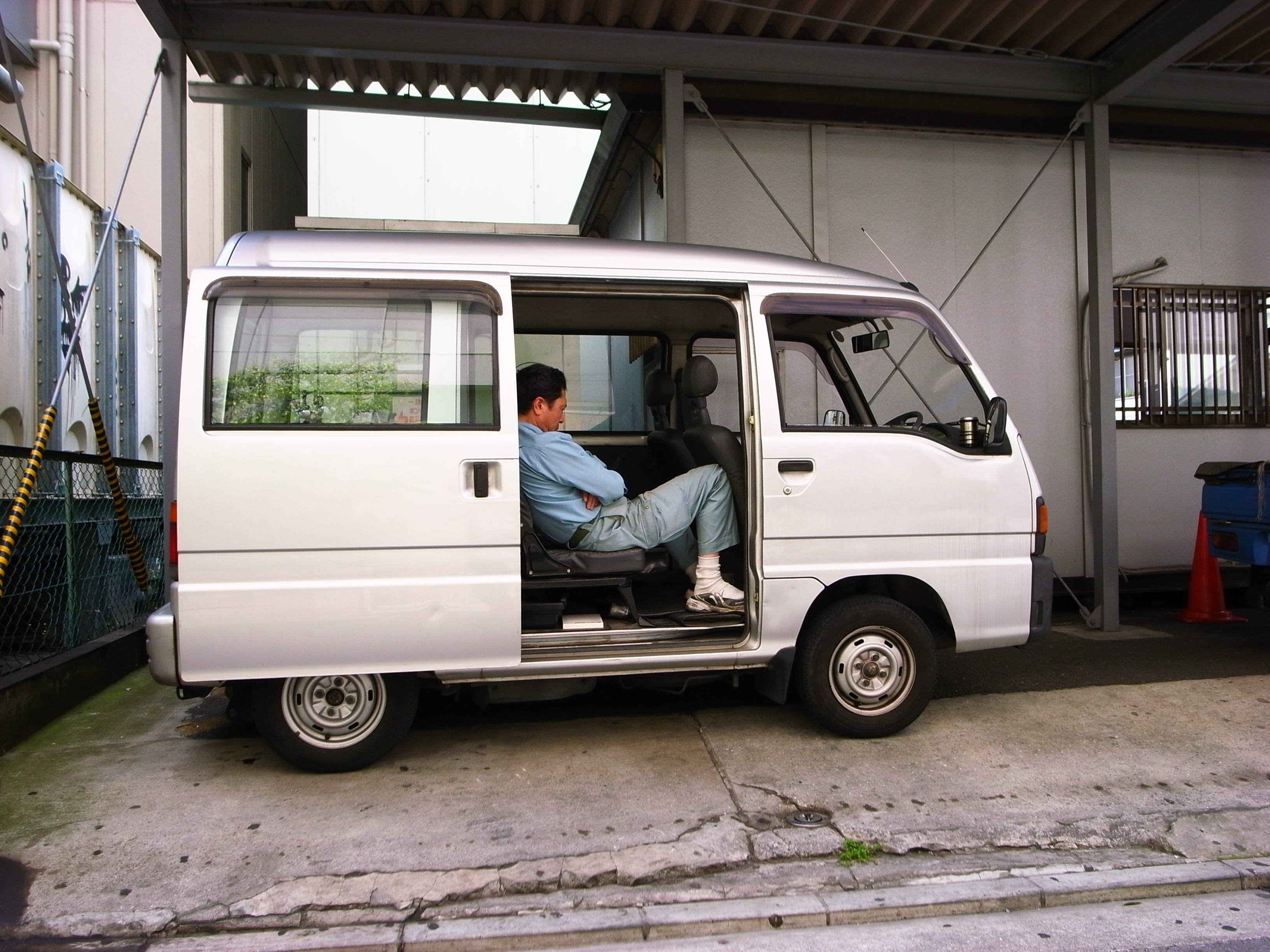
Portière coulissante sur un petit utilitaire.
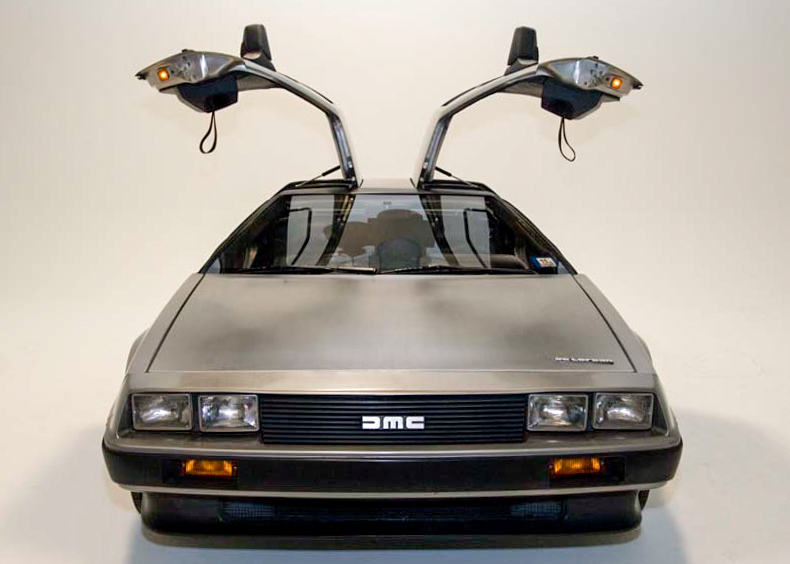
Portières « papillon », sur une DeLorean DMC-12.
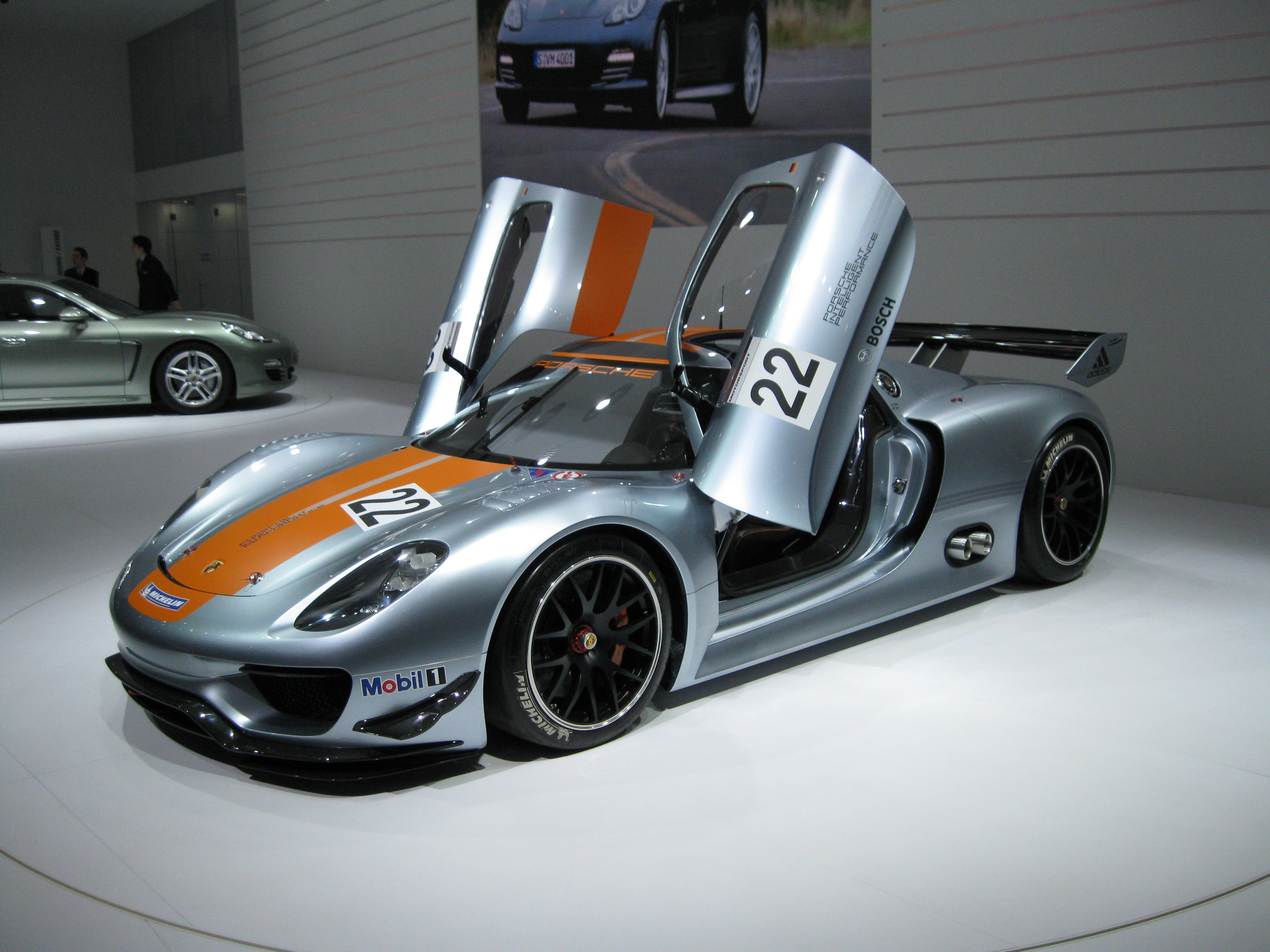
Portières « élytre » sur une Porsche 918 RSR.
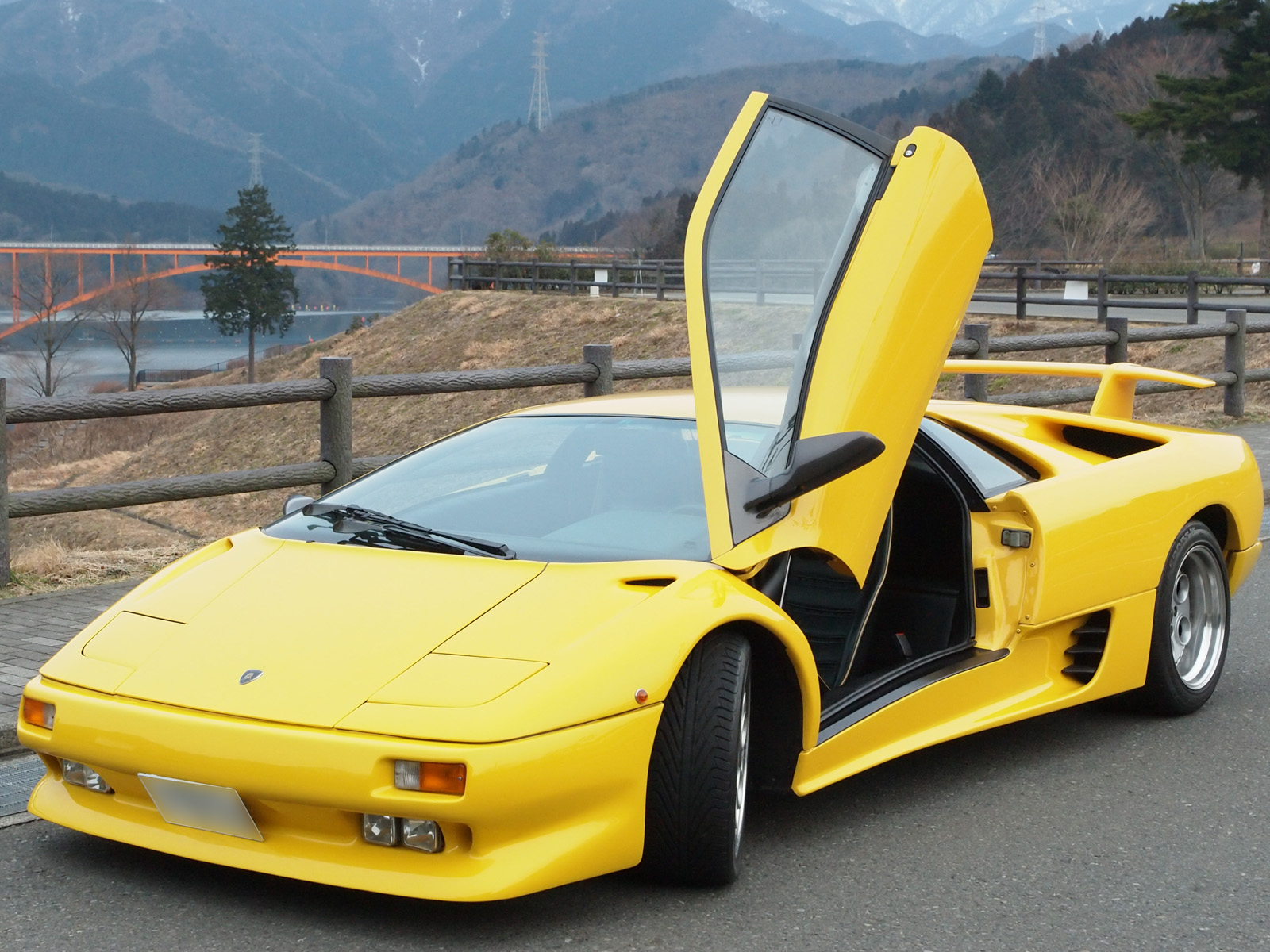
Autre exemple de « ciseaux » sur une Lamborghini Diablo.
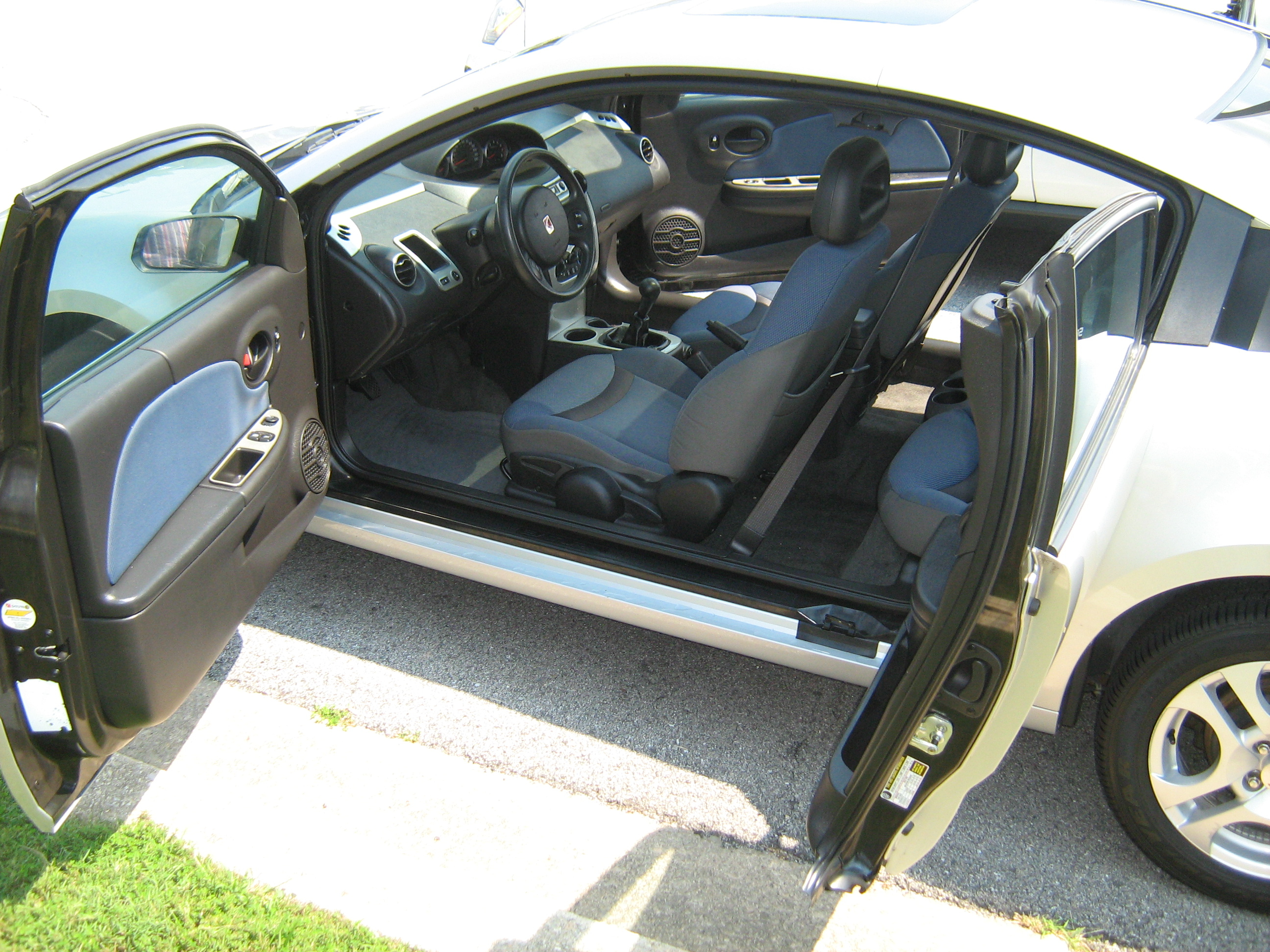
Portières « antagonistes » ou « suicide » sur une Saturn Ion.

Autres véhicules
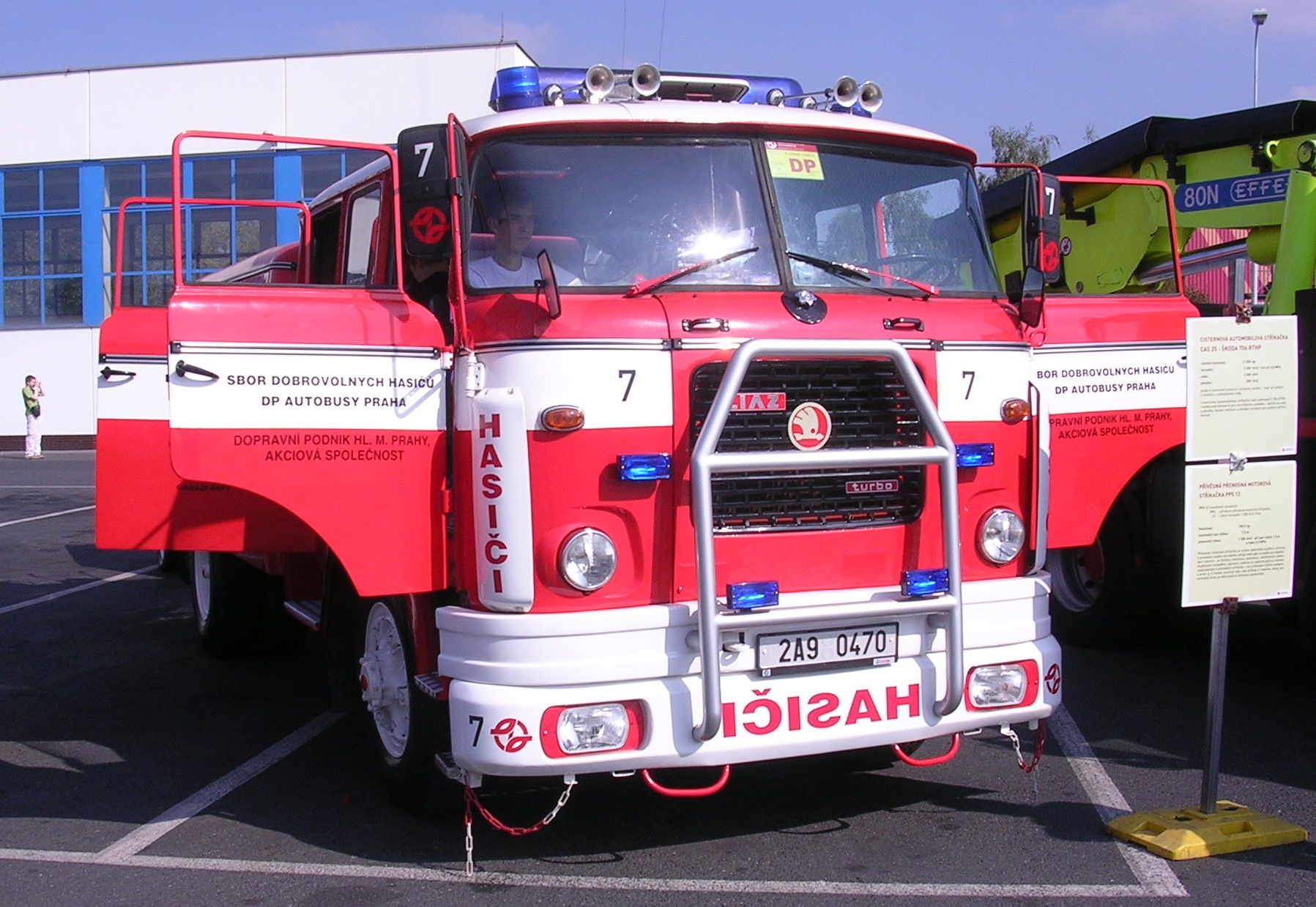
Camion de pompiers toutes portières ouvertes.
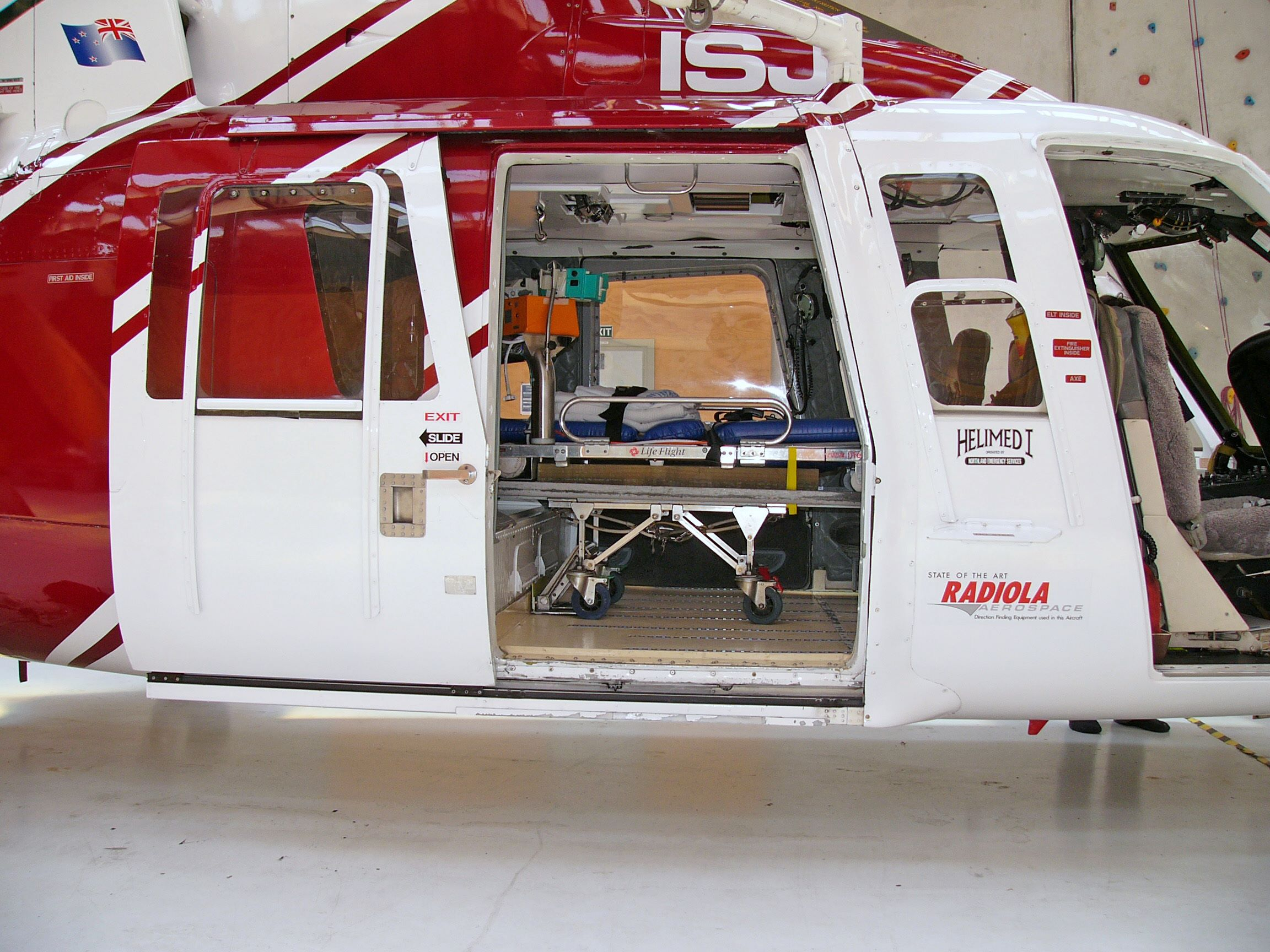
Portière d'hélicoptère coulissante.
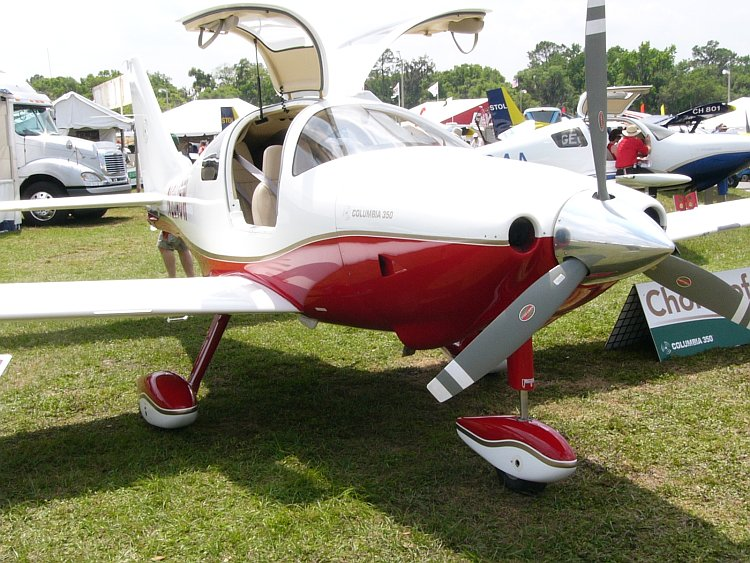
Portières papillon sur un Cessna 350.